# Cinepak
Cinepak is een videocodec ontwikkeld door Peter Barrett.

## Geschiedenis
De eerste versie werd uitgebracht in 1991 onder de naam CompactVideo en bestond alleen voor de SuperMac. Twee jaar later kwam daar de Windows-versie bij. Cinepak wordt standaard meegeleverd met QuickTime. Oorspronkelijk werd deze codec ontwikkeld om videobestanden met een resolutie van 320x240 om te zetten naar de oorspronkelijke cd-rom-snelheid (aangeduid als 1x, komt neer op 150 kB/s).
Cinepak werd toegepast door cd-romspelconsoles uit de eerste generatie en ook enkele spelconsoles van de tweede generatie, waaronder Atari Jaguar, Sega Mega-CD, Sega Saturn en 3DO.
Cinepak was vroeger de primaire videocodec in QuickTime en Video for Windows maar werd later vervangen door modernere codecs zoals Sorenson Video en Intels Indeo Video. Intussen zijn deze codecs ook al vervangen door recentere codecs, zoals MPEG-4 en H.264.

## Werking
Cinepak is gebaseerd op vectorkwantisatie. Dit soort kwantisatie is een volkomen andere manier om signalen te verwerken dan het DCT-algoritme (dat veel gebruikt wordt in hedendaagse codecs zoals MPEG en JPEG).
Video's die met Cinepak gecomprimeerd zijn, kunnen meestal goed afgespeeld worden door de meeste mediaspelers. Een video in Cinepak-formaat zal ook goed afspeelbaar zijn op computers met verouderde processoren vanwege de vectorkwantisatie. Dit heeft als nadeel dat Cinepakbestanden gemiddeld 70% groter zijn dan MP4- of ogg-bestanden.
De beelden worden echter blokkerig bij lage bitsnelheid, reden waarom er kritiek is geuit op de op FMV-gebaseerde spellen.